# Debby Ryan
Deborah Ann (Debby) Ryan (Huntsville, Alabama, 13 mei 1993) is een Amerikaans actrice en zangeres.

## Carrière
Ryan begon op 8-jarige leeftijd te acteren in professionele theaters. Ze is het bekendst van haar rol als Bailey Pickett in de Disney Channel-serie The Suite Life on Deck. Ze speelt ook in de film The Longshots (2008) als Edith en in 16 Wishes (2010) als Abby Jensen. Ze is bevriend met Selena Gomez en Miley Cyrus.
Ze speelt de hoofdrol in de Disney Channel-serie Jessie en de Disney Channel-film Radio Rebel.
Ryan is getrouwd met drummer Josh Dun van de band Twenty One Pilots.

## Filmografie
- 2007 - Barney: Let's Go to the Firehouse, als kind
- 2008 - The Longshots, als Edith
- 2008-2011 - The Suite Life on Deck, als Bailey Pickett
- 2008 - Jonas Brothers: The Living Dream, als zichzelf
- 2009 - My Mate Flinn, als Tina (stem)
- 2009 - Leo Little's Big Show, als zichzelf
- 2009 - Hannah Montana als Bailey Pickett
- 2009 - Wizards of Waverly Place als Bailey Pickett
- 2010 - The debby show , als zichzelf
- 2010 - What if..., als Kim Walker
- 2010 - 16 Wishes, als Abby Jensen
- 2011 - R.L. Stines The Haunting Hour, als Stephanie Howard
- 2011 - Disney's Friends for Change Games, als zichzelf
- 2011-2015 - Jessie, als Jessie
- 2011 - Private Practice, als Hayley
- 2012 - Radio Rebel, als Tara Adams
- 2012 - So Random!, als zichzelf
- 2017 - Rip Tide, als Cora Hamilton
- 2018-2019 - Insatiable, als Patty

## Discografie

### Albums
- 2010 - 16 Wishes (soundtrack)
- 2012 - Radio Rebel (soundtrack)

### Singles
- 2010 - Hakuna Matata (soundtrack)
- 2010 - Deck the Halls (soundtrack)
- 2011 - We Ended Right
- 2011 - Made of Matches (soundtrack)
- 2011 - Hey, Jessie (soundtrack)